# Stop the Pounding Heart
Stop the Pounding Heart è un film del 2013 scritto e diretto da Roberto Minervini, a metà strada tra documentario e fiction. Il film è stato trasmesso in un passaggio televisivo con il titolo in italiano Ferma il tuo cuore in affanno.
Il film ha vinto il David di Donatello 2014 per il miglior documentario.

## Trama
Sara vive in una fattoria del Texas insieme ai genitori, allevatori di capre che educano tutti i figli secondo i rigidi precetti della Bibbia. La sua è una vita serena e devota, passata ad accudire gli animali della fattoria, e a mantenere corpo e mente puri in attesa di un uomo che la prenda in moglie.
L'incontro con Colby, allevatore di tori e cowboy da rodeo, turba la quotidianità di Sara precipitandola in una crisi profonda.

## Produzione
Per realizzare il film, Minervini ha trascorso due mesi assieme ai suoi personaggi, a cui ha chiesto fondamentalmente di interpretare se stessi a partire da un canovaccio. Ne sono risultate 80 ore di girato, poi montato da Marie-Hélène Dozo, già assidua collaboratrice dei Dardenne.

## Distribuzione
Il film è stato proiettato in anteprima mondiale al Festival di Cannes 2013 come proiezione speciale È stato successivamente presentato sia al Toronto International Film Festival nella sezione Contemporary World Cinema sia, in anteprima italiana, al Torino Film Festival, dove ha vinto il premio speciale della giuria per Internazionale.doc.
È stato distribuito nelle sale cinematografiche italiane da I Wonder Pictures a partire dal 5 dicembre 2013. È stato trasmesso in chiaro da Rai 5 l'8 maggio 2015 col titolo Ferma il tuo cuore in affanno.

## Accoglienza
Il film è stato giudicato «consigliabile, problematico e adatto per dibattiti» dalla Commissione Nazionale Valutazione Film della Conferenza Episcopale Italiana, secondo cui «Il film di Minervini diventa un testo denso di singhiozzi e sussulti che scandiscono le tappe del raggiungimento ideale dell'incontro tra terra e creato».

## Riconoscimenti
- 2013 - Torino Film Festival
  - Premio Speciale della Giuria Internazionale
- 2014 - David di Donatello
  - David di Donatello per il miglior documentario